# José Constancia
José V. Constancia (Willemstad, 9 maart 1945) is een Curaçaos voormalig voetballer die als aanvaller speelde.
Constancia speelde acht jaar voor CRKSV Jong Colombia waarmee hij in 1967 de finale van de CONCACAF Champions Cup verloor. In 1968 ging hij naar de Verenigde Staten. Hij was op Jamaica en Haïti op proef bij Detroit Cougars maar kwam uit voor Oakland Clippers in de NASL. Hij kwam tot drie wedstrijden voor de club en keerde terug bij Jong Colombia. Constancia kwam ook uit voor het Nederlands-Antilliaans voetbalelftal.